# Paju (Tõlliste)
Paju je vesnice v estonském kraji Valgamaa, samosprávně patřící do obce Valga.
V okolí vesnice se v lednu 1919 odehrála bitva o Paju.

## Galerie

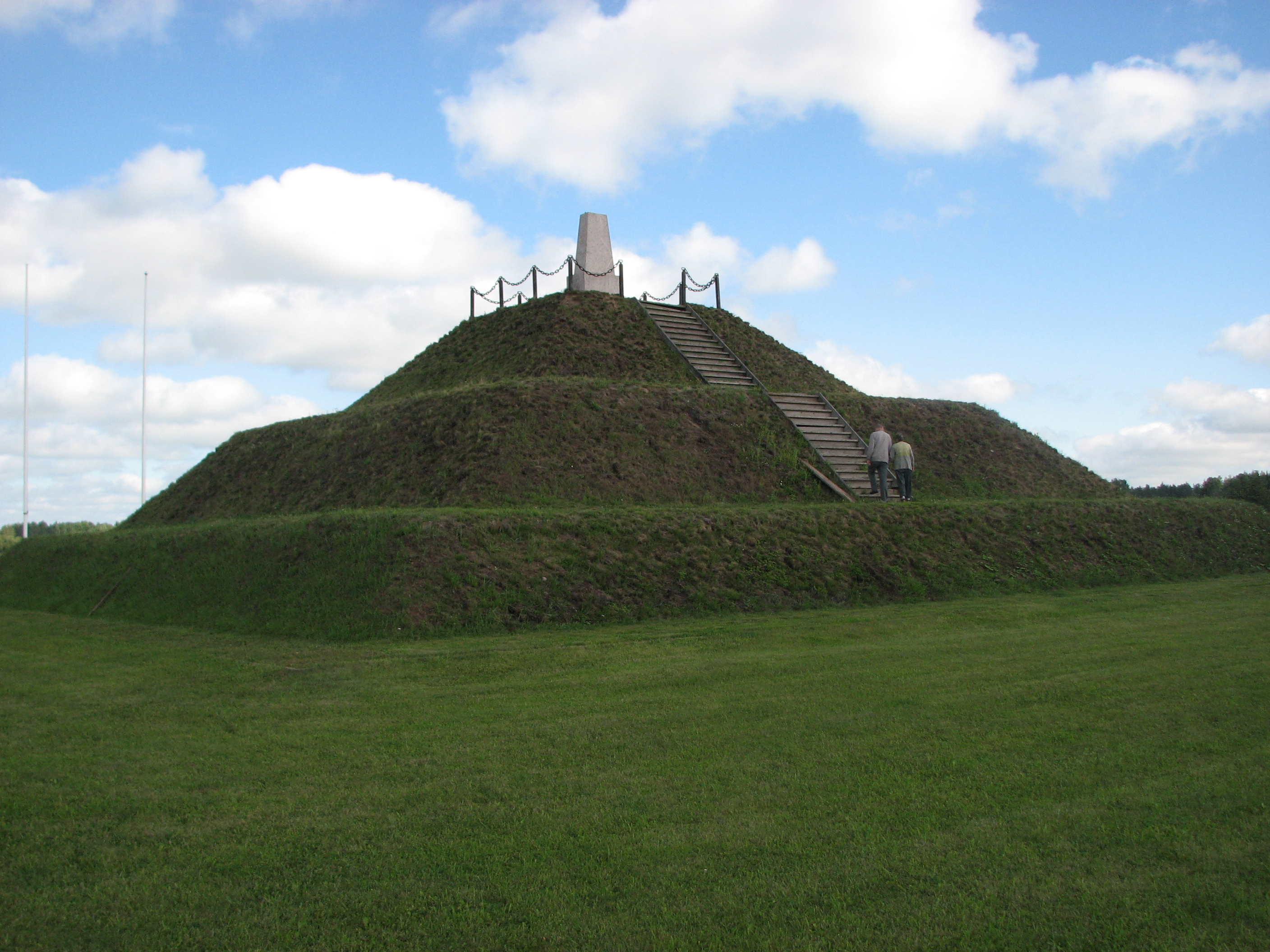
Památník bitvy o Paju
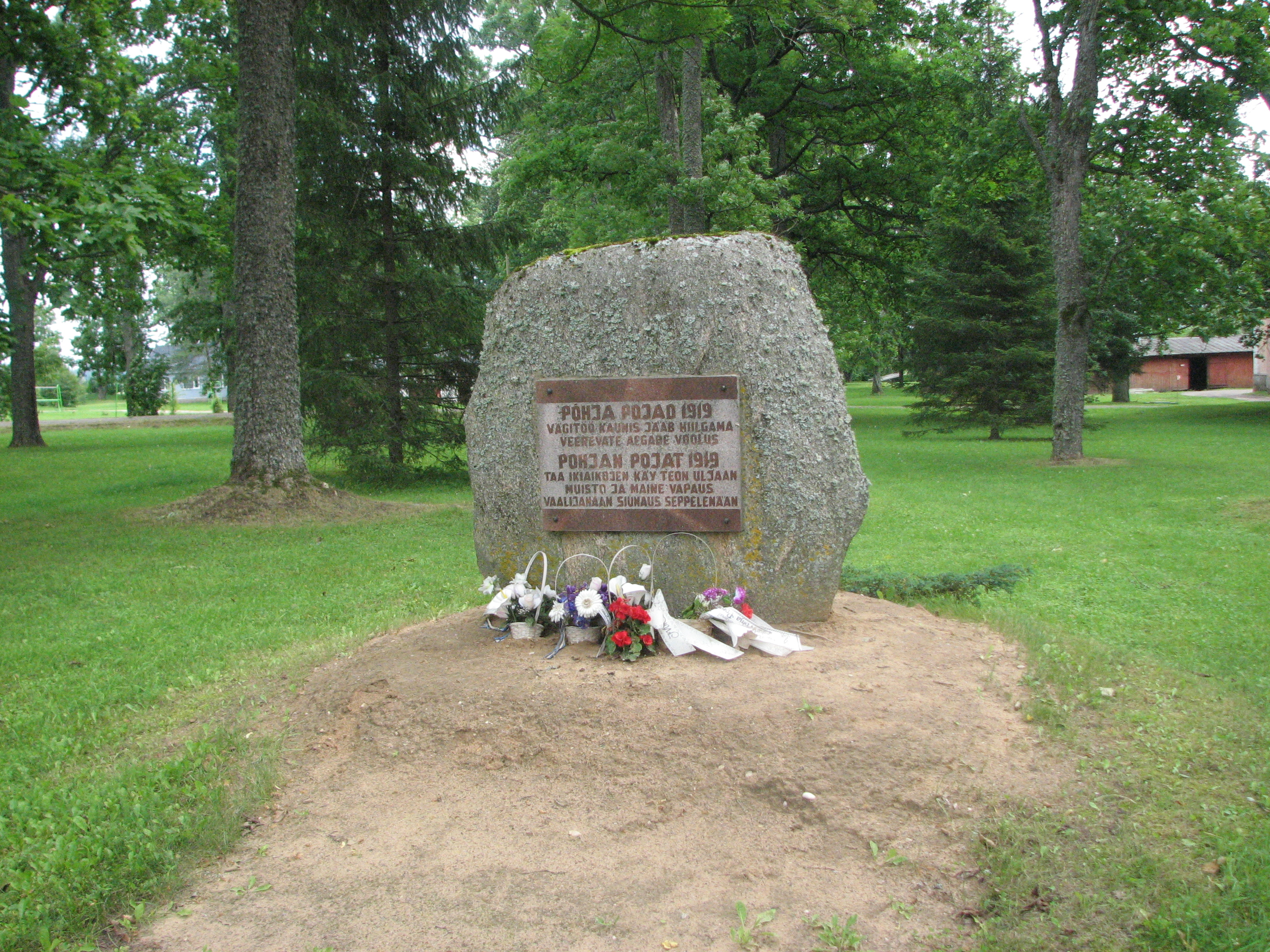
Pomník finským dobrovolníkům padlým v bitvě o Paju